# Selyemfenyő

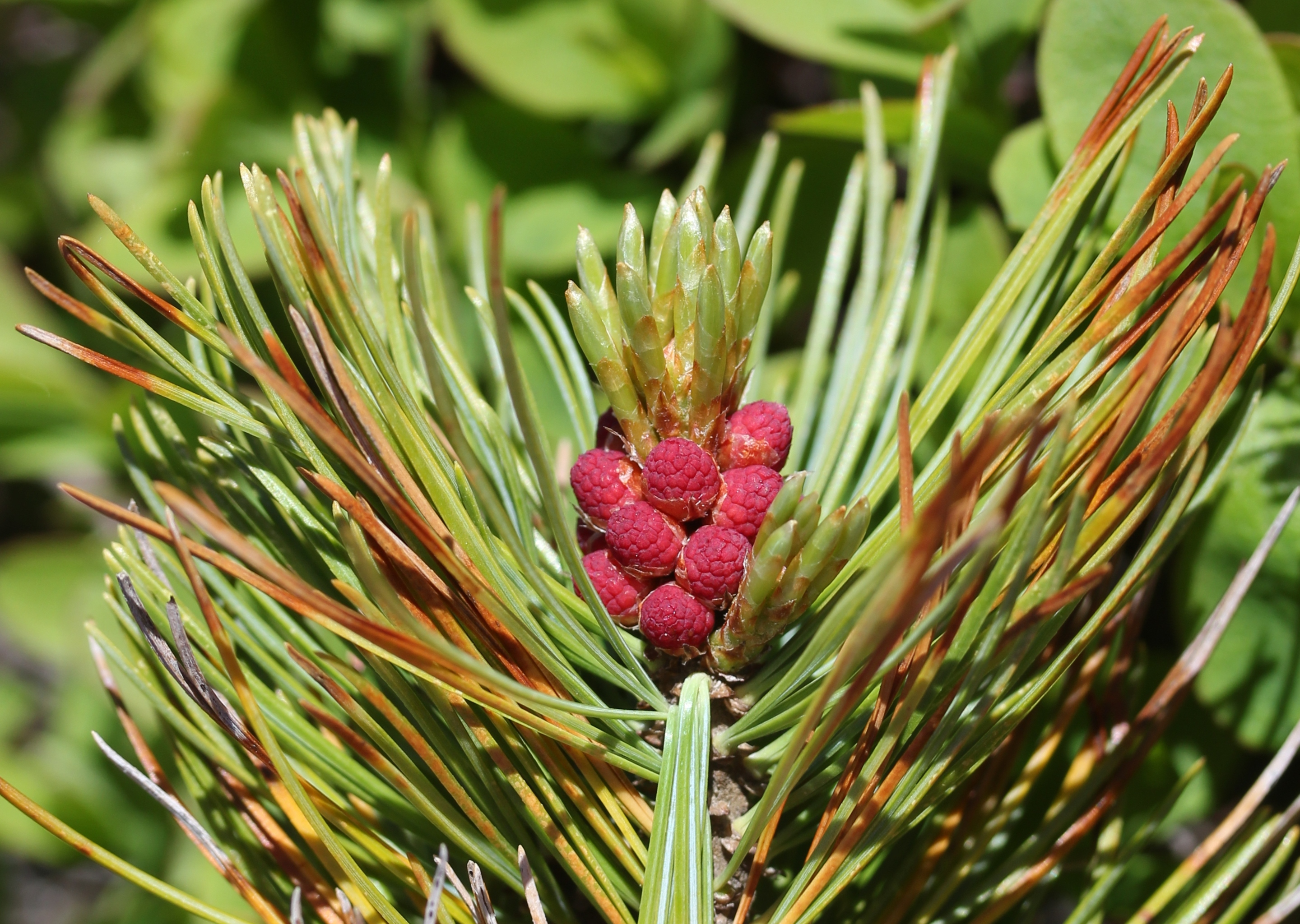
Törpe cirbolya (Pinus pumila) porzós virágzata

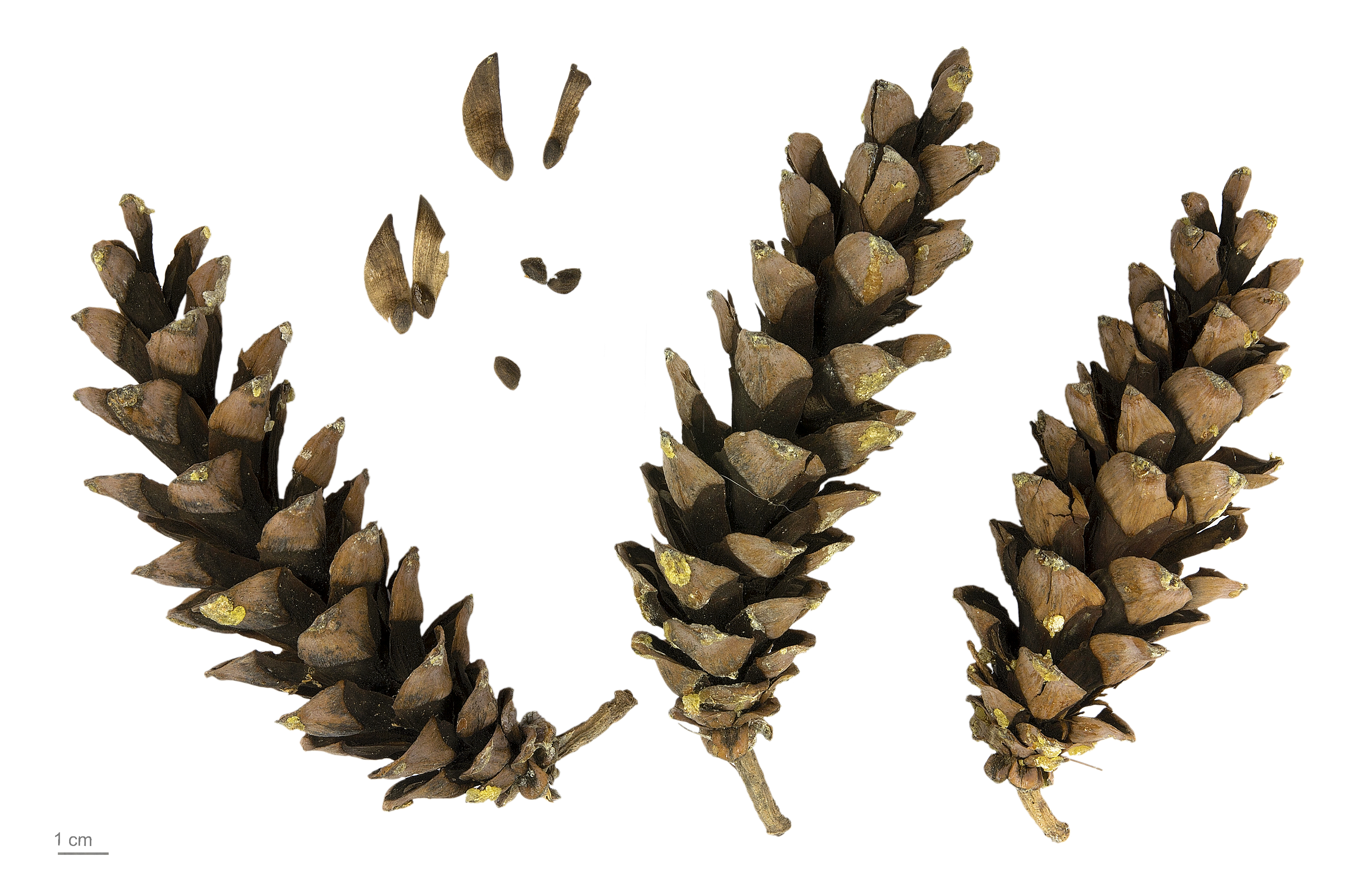
Simafenyő (Pinus strobus) toboza

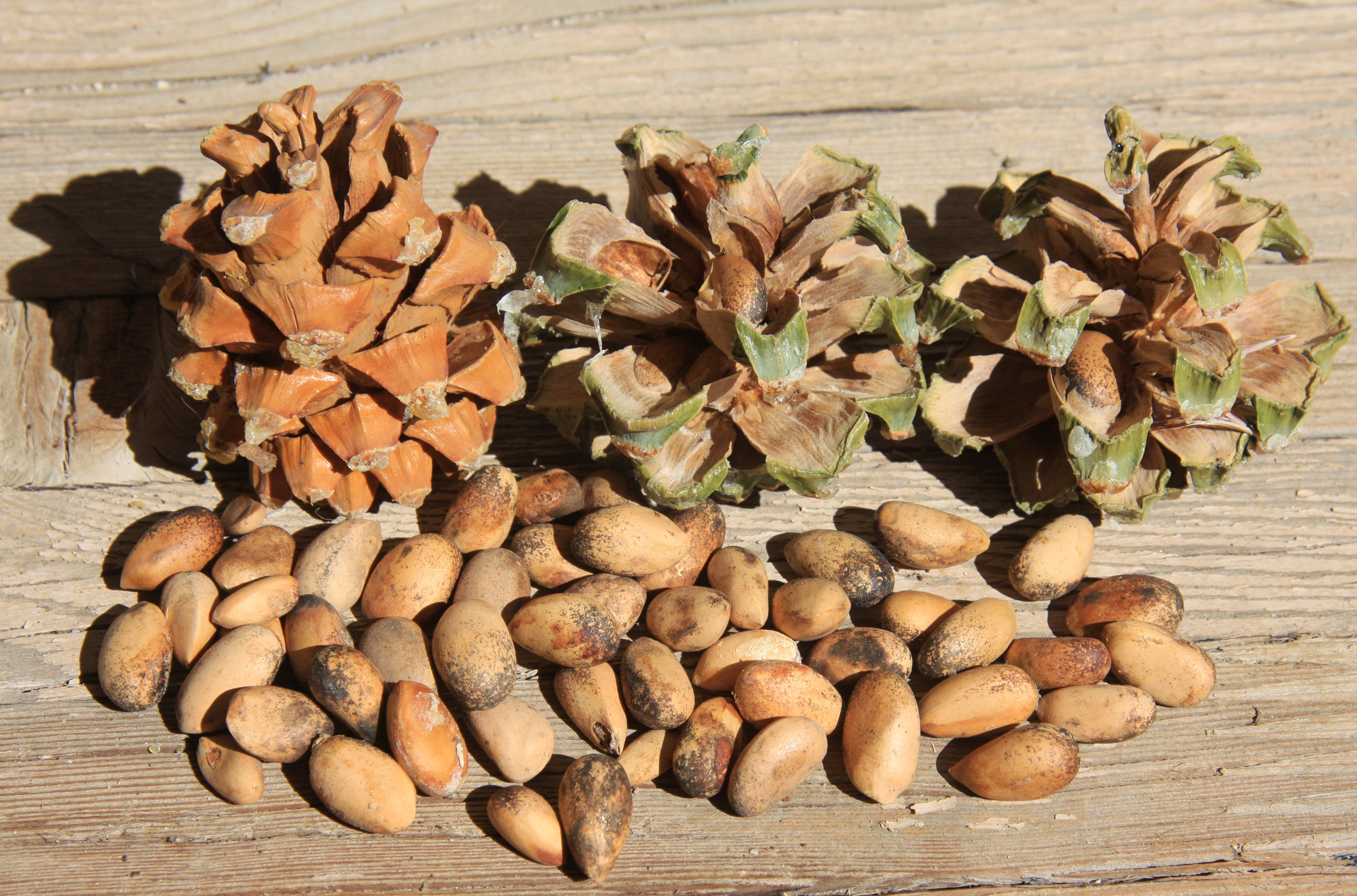
Mexikói diófenyő (Pinus cembroides) tobozai és magvai

Selyemfenyőnek a köznyelvben a fenyőfélék (Pinaceae) tűnyalábos fenyő (Pinus) nemzetségének Strobus alnemzetségét nevezzük.

## Rendszertani felosztása a hibrid fajok nélkül
Az alnemzetséget fajcsoportokra és tovább fajsorokra bontják.

### Ducampopinusfajcsoport
- Krempfianae fajsor:
  - Pinus krempfii,

### Gerardiafajcsoport
- Gerardianae fajsor:
  - tarkakérgű fenyő (Pinus bungeana),
  - Pinus gerardiana,

- Squamatae fajsor:
  - jünnani platánkérgű fenyő (Pinus squamata),

### Nelsoniafajcsoport
- Nelsonianae fajsor:
  - Pinus nelsonii,

### Parryafajcsoport
- Balfourianae fajsor:
  - bozontos fenyő (szálkásfenyő, gyantástűjű szálkásfenyő, Pinus aristata),
  - rókafarkfenyő (Pinus balfouriana),
  - simatűjű szálkásfenyő (Pinus longaeva),*

- Cembroides fajsor (cirbolyák):
  - mexikói diófenyő (Pinus cembroides),
  - Pinus culminicola,
  - Pinus discolor,
  - mexikói diófenyő (Pinus edulis),
  - Pinus johannis
  - egylevelű fenyő (Pinus monophylla),
  - Pinus orizabensis,
  - négylevelű fenyő (Pinus quadrifolia),
  - Pinus remota,

- Rzedowskianae fajsor:
  - Pinus maximartinezii,
  - Pinus pinceana,
  - Pinus rzedowskii,

### Quinquefoliaefajcsoport
- Strobus fajsor:
  - fehértörzsű fenyő (Pinus albicaulis),
  - Pinus amamiana,
  - kínai selyemfenyő (Armand-fenyő, Dávid-fenyő, Pinus armandii),
  - mexikói fehérfenyő (mexikói simafenyő, Pinus ayacahuite),
  - Pinus bhutanica,
  - cirbolyafenyő (havasi fenyő, Pinus cembra),
  - Pinus cernua,
  - Pinus chiapensis,
  - Pinus dabeshanensis,
  - Pinus dalatensis,
  - Pinus eremitana,
  - Pinus fenzeliana
  - Pinus fenzeliana,
  - nevadai cirbolyafenyő (Pinus flexilis),
  - koreai cirbolya (Pinus koraiensis),
  - cukorfenyő (kaliforniai selyemfenyő, Pinus lambertiana),
  - kolumbiai simafenyő (Pinus monticola),
  - Pinus morrisonicola,
  - Pinus orthophylla,
  - japán selyemfenyő (japán fehérfenyő Pinus parviflora),
  - balkáni selyemfenyő (makedon fenyő, Pinus peuce),
  - törpe cirbolya (Pinus pumila),
  - Pinus reflexa,
  - szibériai cirbolyafenyő (Pinus sibirica, Pinus cembra sibirica),
  - délnyugati fehér fenyő (Pinus strobiformis),
  - simafenyő (amerikai selyemfenyő, Pinus strobus),
  - Pinus stylesii
  - Pinus uyematsui,
  - himalájai selyemfenyő (Pinus wallichiana),
  - Pinus wangii

## Származása, elterjedése
Selyemfenyők a Pinus nemzetség teljes elterjedési területén előfordulnak.
A legjellemzőbb fajok földrajzi elterjedésük szerint:

### Magyarországon
- balkáni selyemfenyő (makedón selyemfenyő, bolgárfenyő, Pinus peuce)
- törpe cirbolya (törpe selyemfenyő, kamcsatkai fenyő, Pinus pumila)

### Ázsiában
- himalájai selyemfenyő (Pinus wallichiana)
- japán selyemfenyő (japán fehérfenyő Pinus parviflora)

### Észak-Amerikában
- cukorfenyő (kaliforniai selyemfenyő, Lambert-fenyő, Pinus lambertiiana)
- kolumbiai  selyemfenyő (Pinus monticola)
- mexikói fehérfenyő (mexikói simafenyő, Pinus ayacahuite),

## Megjelenése, felépítése
Az alnemzetség tagjainak tűlevelei hosszúak és lágyak. A Quinquefoliae fajcsoport tagjai az úgynevezett öttűs fenyők.
Bár valamennyi fenyő fája puhafa, de a kereskedelemben „puha” és „kemény” fenyőfákra osztják őket; a selyemfenyők ez utóbbi csoportba tartoznak.

## Felhasználása
Az ehető magvú fajok közül kiemelendő:
- havasi cirbolyafenyő,
- kínai selyemfenyő,
- szibériai cirbolyafenyő,
- koreai cirbolya
- mexikói diófenyő),
- kéttűs diófenyő,
- egylevelű fenyő
- himalájai diófenyő.[2]

Az Amerikából származó simafenyőt az 1960-as évek óta többfelé Magyarországra is betelepítették. Ennek tapasztalatai nem kedvezőek.